# Бородюк Ірина Миколаївна
Ірина Миколаївна Бородюк (30 травня 1954 - 30 вересня 2017, Київ) — українська художниця-флорист, незряча. Учасниця 25 виставок, із них 10 персональних, автор понад 300 картин.

## Життєпис
За фахом технік-технолог радіоапаратури. 22 роки працювала на підприємствах оборонної промисловості. У 1990-х стала флористом і продавцем живих квітів. З 1985 хворіє на цукровий діабет.  2006-го повністю втратила зір. У 2010 завдяки підтримці доньки почала робити картини зі штучних квітів. Працює сама, без асистента.
Користується клеєм, степлером, голкою та іншими пристосуваннями. Створила більш ніж три сотні картин. Серед них квіткові композиції, ілюстрації до казок, пісень та художніх творів, інтерпретація біблійних сюжетів. Нині майстриня працює над колекцією, присвяченою Франції.
Проводить для дітей майстер-класи із виготовлення квіткових панно.
Є парафіянкою церкви "Найсвятіша Святиня».
До свого 60-літнього ювілею презентувала французьку серію картин, серед яких Три мушкетери, Жанна Дарк, Орлеанська діва, Дама з камеліями, Коронація Наполеона.

## Виставки
Ірина Бородюк взяла участь у 25 виставках, з них десять персональних. Серед них:
- В художній галереї "НЕФ" Національного Києво-Печерського історико-культурного заповідника, червень 2012[4]
- в дитячій картинній галереї, «Шоколадний будиночок», серпень 2012[1][5]
- у Київському міському будинку природи, січень-лютий 2013[6][7]
- в Черкаському обласному художньому музеї, серпень 2014 [8]